# خرنگویچه دوژه
خرنگویچه دوژه (به لهستانی:  Hryniewicze Duże) یک روستا در لهستان است که در گمینا بیلسک پودلاسکی واقع شده‌است.